# Ресафа
Ресафа (на арабски: الرصافة) или Русафа е древен град, разположен на територията на съвременна Сирия. През византийско време градът се нарича Сергиополис (на гръцки: Σεργιούπολις) и Анастасиополис (на гръцки: Αναστασιόπολις). Днес това е археологически обект, известен със своите архитектурни паметници.

## История
Ресафа се намира в пустинен район в източна Сирия, южно от река Ефрат. Селището е известно от дълбоката древност. В асирийските текстове от IX век пр.н.е. то се нарича Ресаппа. В Библията се споменава във връзка с асирийския цар Сенахериб и носи името Рецеф. Птолемей нарича селището Ρεσάφα или ‘Ρησάφα, в латинските източници то е Risapa и Rosafa.
Разположението на Ресафа по сухопътните маршрути от Сирия към Месопотамия и същевременно в близост до водоизточници има стратегическо значение. Като град, намиращ се на граница между големи царства, тя често е цел във военните конфликти между Селевкидите и Партите, а също и по-късно, по време на римските и византийските войни с Персия.
Диоклециан споменава Ресафа като една от важните крепости на границата между Римската империя и Сасанидския Иран.
Значението на Ресафа нараства през IV век, когато в града погребват Св. Сергий, римски войник, приел мъченическа смърт за своята християнска вяра. Към края на IV век на гроба му се построява мартирий, което води до увеличаването на потока на поклонниците на светеца. В началото на VI век мощите на Св. Сергий се преместват в построения в негова чест голям храм, днес известен сред археолозите като Базилика Б. Ресафа се превръща в процъфтяваш поклоннически център, градът се преименува на Сергиополис и получава статут на епископия.
Сергиополис съществено се престроява при Анастасий I, след което получава официалното название Анастасиополис. По-късно, през VI век, император Юстиниан I изгражда голяма градска стена с укрепления, построява красиви сгради, галерии и резервоари за вода.
Около 636 г. градът е превзет от арабите. По време на ислямския период омаядският халиф Хишам ибн Абдул-Малик премества там резиденцията си и го нарича Русафат Хишам. Непосредствено до храма, посветен на Св. Сергий, той построява голяма джамия. Двете сгради се използват от последователите на съответната религия и Ресафа продължава да бъде поклоннически център и да процъфтява.
Градът е разрушен по време на монголското нашествие през 1259 г. Последните жители на Ресафа я напускат през 1269 г.

## Археологически проучвания
Руините на Ресафа са открити и описани от английски търговци през 1691 г. След около 200 години, през 1907 г., германски археолози провеждат на терена първите разкопки.
През 1952 г. Германската изследователска фондация (DFG) предприема системно изучаване на обекта. От 1976 г. започват проектите на Германския археологически институт (Deutsches Archäologisches Institut). Те значително допринасят за познанията за историята на града, неговите религиозни и граждански постройки и сложната водоснабдителна система.
Руините на Ресафа са разположени в рамките на неправилен правоъгълник с приблизителни размери 550 m х 400 m. Открити и идентифицирани са различни градски части и постройки:
- Градска стена с с петдесет полукръгли, квадратни и многоъгълни кули, с четири главни и две по-малки порти. Най-голяма и най-богато украсена е северната порта.
- Главни улици, площад, магазини.
- Базилика А – монументална църква, построена в края на V век.
- Базилика Б – църква от началото на VI век, посветена на свети Сергий.
- Църква с тетраконх.
- Резервоари за вода.
- Зала за аудиенции на гасанидския владетел Мунзир ибн Харис.

## Архитектурни забележителности
Базилика А представлява голяма църква в центъра на по-голям комплекс от няколко сгради. Комплексът е разположен близо до югоизточния край на града, изграждан е в продължение на няколко века и е многократно променян. Църквата е най-старата част на комплекса и вероятно съществува от края на V век. В съседство с базиликата има вътрешен двор. В северния край на този двор се намира построената от омаядския халиф джамия.
Църквата има форма на трикорабна базилика с голям централен кораб и два странични кораба, отделени от централния чрез аркада. Централният кораб завършва в източния си край с полукръгла апсида. Двата странични кораба завършват със сводести пространства на север и юг от апсидата. Главният вход на църквата е от западната страна, през нартекс. Вратите водят както към централния кораб, така и към двата странични кораба.
Оцелелите декоративни фрагменти свидетелстват за богатата украса на църквата – резбовани капители в коринтски стил, стилизиран фриз на апсидата, облицовки, мозайки, мраморен под.
Базилика Б представлява голяма църква, разположена около центъра на Ресафа. Църквата е датирана въз основа на надпис върху фундамента, който е бил повторно използван за омаядската джамия. Надписът гласи, че строежът на църквата започва през 518 г. и има за цел да замени една по-стара църква с мощите на Св. Сергий. Археологическите разкопки потвърждават, че под базиликата има друга църква, построена не по-късно от 425 г. и основана от епископ Александър от Хиераполис.
Базиликата е трикорабна с апсида в източния край на кораба и две странични помещения. Помещението от северната страна на апсидата е триконх. Това пространство е богато украсено с мозайка от цветни камъчета, стъклени мозайки на свода и оцветена архитектурна скулптура
Църквата с тетраконх първоначално е идентифицирана като мартирий, но днес тази нейна функция се преразглежда. Сградата има четири апсиди (тетраконх), по една на всяка стена, насочени така, че се образува кръст. Централният тетраконх е заобиколен от север, юг и запад с галерия. От източната страна апсидата е обградена от две правоъгълни помещения, всяко с по-малка апсида, обърната на изток.
Църквата се намира по протежение на аркадна улица с магазини. Тя е заобиколена от двор, който има два четириъгълни портала към улицата.
Зала за аудиенции на гасанидския владетел Мунзир – построена е през втората половина на VI век извън градските стени на Ресафа. Намира се на север от укрепения район и на изток от главния път, свързващ Ресафа с Ефрат.
Архитектурният план на сградата представлява кръст, вписан в квадрат. Сградата има един централен квадрат, към всяка негова страна са прикрепени четири по-тесни правоъгълни помещения. В ъглите на така образувания кръст има още четири по-малки квадратни помещения, с които се допълва квадратния план. Източната част на централния квадрат завършва с полукръгла апсида, а от двете ѝ страни има две правоъгълни помещения.